# 和田正人
和田正人（1979年8月25日—）是一位日本男演員，出身於高知縣，隸屬於渡邊娛樂旗下。

## 出演

### 電視劇
- 女人心機（2006年7月6日－9月21日，富士電視台）：飾演 野上俊也
- 非公認戰隊秋葉原連者（BS朝日）：飾演 赤木信夫（秋葉紅），主演
  - 第一季（2012年4月6日－6月29日）
  - 第二季（2013年4月5日－6月28日）
- 惡夢小姐（2012年10月13日－12月22日，日本電視台）：飾演 山里峰樹
- 多謝款待（2013年9月－2014年3月，NHK）：飾演 泉源太[1]
- 羅斯福遊戲（2014年4月27日－6月22日，TBS）：飾演 北大路犬彦
- 零的真相〜監察醫·松本真央〜（2014年7月17日－9月4日，朝日電視台）：飾演 富田肇
- 花咲舞不會沈默2 第9集（2015年9月3日，日本電視台）：飾演 堀田真吾
- Specialist（2016年1月14日－2016年3月17日，朝日電視台）：飾演 野方希望
- 校對女王（2016年10月5日－12月7日，日本電視台）：飾演 米岡光男
- 大河劇（NHK）
  - 女城主 直虎（2017年1月－12月）：飾演 松下常慶
  - 韋馱天～東京奧運故事～ 第35集・第36集（2019年9月15日・22日）：飾演 山本照
- 黑色筆記本（2017年7月20日－9月14日，朝日電視台）：飾演 牧野
- 陸王（2017年10月，TBS）：飾演平瀬孝夫
- Miss Devil 人事惡魔·椿真子（2018年4月14日－6月16日，日本電視台）：飾演 沖津周平
- 夏洛克：未敘之章 第6集（2019年11月11日，富士電視台）：飾演 宇井宗司
- 教場（2020年1月4日・5日，富士電視台）：飾演 須賀太一
  - 教場II（2021年1月3日・4日）
  - 風間公親-教場0- 第1集（2023年4月10日）
- 在非黑非白的世界，熊貓笑了。 第1話（2020年1月12日，讀賣電視台・日本電視台）：飾演 江本達郎
- 獅子的點心（2021年6月27日－8月15日，NHK）：飾演 粟鳥洲友彥
- 純愛不協和音（2022年7月14日－9月22日，富士電視台）：飾演 碓井北都
- 特搜9 season7 第5集（2024年5月1日，朝日電視台）：飾演 江田陽一
- 微笑俄羅斯娃娃（2024年6月28日－9月6日，TBS）：飾演 旗手健太郎
- PJ航空救難團（2025年4月24日－，朝日電視台）：飾演 上杉幸三

### 電影
- 網球王子（2006年）：飾演 遠山金太郎
- 鴨川荷爾摩（2009年）：飾演 清森平
- THE LEGEND & BUTTERFLY（2023年）：飾演 前田犬千代 / 前田利家

## 外部連結
- 和田正人在的頁面
- 經紀公司個人介紹頁（日語）
- 官方部落格（日語）